# Droga krzyżowa (książka)
Droga krzyżowa (książka) to rozważania napisane przez św. Josemarię Escrivę, założyciela Opus Dei. Wydana po raz pierwszy pośmiertnie w 1981 r. w języku hiszpańskim. Zawiera rozważanie duchowe do 14 stacji Drogi krzyżowej, będące owocem modlitwy świętego.
Łączny światowy nakład w różnych językach, to ponad 400 tys. egzemplarzy (2005).